# Max Horn (SS-Mitglied)
Max Horn (* 12. Mai 1904 in Stuttgart; † 24. Oktober 1989 in Ulm) war während der Zeit des Nationalsozialismus im Generalgouvernement Geschäftsführer der Ostindustrie GmbH und gründete nach dem Krieg eine Wirtschaftsprüfungsgesellschaft.

## Ausbildung
Max Horn arbeitete nach der Mittleren Reife in der Reichsfinanzverwaltung und ab 1927 in einer Treuhandgesellschaft. Neben der Berufsausübung studierte er in Leipzig und Stuttgart Wirtschaftslehre und Handelsrecht. 1930 bestand er die Diplomprüfung als Steuersachverständiger und promovierte im Jahre 1934. 1936 schloss Horn ein Examen als Wirtschaftsprüfer ab; 1937 wurde er in Hamburg als Steuerberater zugelassen und 1942 wurde er in Stuttgart Wirtschaftsprüfer bei der Industrie- und Handelskammer.

## Werdegang im Dritten Reich
Zum 1. Mai 1933 trat Max Horn der NSDAP (Mitgliedsnummer 3.242.048) und im Juli 1933 der SS bei. In Hamburg wurde er als SS-Untersturmführer Fürsorgereferent eines Sturmbannes.
Mit Kriegsbeginn wurde Horn zur Wehrmacht einberufen, in Dänemark und Belgien eingesetzt und zum Leutnant befördert. Wegen einer Verletzung als nicht mehr fronttauglich eingestuft kam er 1942 als Wirtschaftsfachmann zum Wirtschafts- und Verwaltungshauptamt unter Oswald Pohl.
Von Februar 1943 bis zur Liquidation des Unternehmens leitete Max Horn gemeinsam mit Odilo Globocnik die „Ostindustrie GmbH“ (OSTI). Diese Gesellschaft verwertete im Generalgouvernement bewegliche Vermögenswerte von Juden, die in Vernichtungslager deportiert worden waren. Außerdem errichtete die OSTI mehrere SS-eigene Betriebe, in denen jüdische Zwangsarbeiter unter anderem Uniformen und Ausrüstungsgegenstände produzierten und Reparaturaufträge für die Wehrmacht erledigten.
Bei der Aktion Erntefest wurden fast alle Zwangsarbeiter ermordet, so dass die Werkstätten der OSTI nicht weiter produzieren konnten. Nach der Liquidation der „Ostindustrie GmbH“ wurde Horn Geschäftsführer des SS-Unternehmens „Deutsche Versuchsanstalt für Ernährung und Verpflegung“ in Feldberg. Kurz vor Kriegsende wurde Max Horn, nun im Range eines SS-Hauptsturmführers, als Kommandeur eines Alarmbataillons eingesetzt.

## Nach dem Krieg
Max Horn geriet in sowjetische Kriegsgefangenschaft. Nach seiner Entlassung wurde er 1950 im Entnazifizierungsverfahren als „Mitläufer“ eingestuft.
Horn machte sich bald als Wirtschaftsprüfer und Steuerberater selbständig und gründete 1966 eine eigene Wirtschaftsprüfungsgesellschaft. In angesehenen Fachzeitschriften veröffentlichte er über 650 Beiträge. Zu Ehren seines 70. Geburtstages wurde ihm eine Festschrift gewidmet.
Horn wurde in verschiedenen NS-Verfahren als Zeuge geladen, stand jedoch nie selbst als Angeklagter vor Gericht.

## Schriften
- Die Steuerbilanzen der Genossenschaften. Hamburg : Dt. Großeinkaufs-Ges. mbH, 1935